# 賀陳旦
賀陳旦（1950年12月6日—），雙姓賀陳，籍貫湖南衡陽，中華民國土木工程學者及政治人物。畢業於臺南一中、國立中興大學土木工程學士、美國維吉尼亞理工學院暨州立大學都市計畫碩士，曾任交通部政務次長、臺北市政府交通局局長、臺北市政府捷運工程局副處長、交通部部長。

## 早年
學成歸國後，賀陳旦歷任臺北市政府捷運工程局副處長、臺北市政府交通局局長、中華民國交通部政務次長、中華民國總統府「國土保育與開發諮詢委員會」委員兼執行長。

## 業界與公職生涯
1992年至1995年期間，任職鼎漢國際工程顧問股份有限公司資深副總經理、總經理，現任交通部長王國材即由他引薦進入該公司任職過。
2003年，賀陳旦自毛治國後接掌中華電信董事長一職，為強化市場競爭力，持續推動原本為國營事業之一，握有固網、長途市話、行動通訊等事業的電信局走向民營化釋股、組織改造，並引進光世代、MOD等應用科技。惟改革推動期間，外界對賀陳旦有所議論；2005年5月，中華電信工會以罷工來抗議公司釋股的決策。賀陳旦嗣後逐一化解疑慮，使民營化、組織精進等改革進展順利，外界亦逐漸肯定賀陳旦的專業性，但2007年時遭中華電信員工抗議民營化之後違法逼退員工及加薪自肥而被中華電信工會要求下台，另賀陳旦公開連署反對蘇花高；2008年8月19日卸任中華電信董事長交棒予呂學錦。
2007年成立臺灣生態工法發展基金會並之後擔任董事長，期間表示反對興建蘇花改，並以環團代表身分加入蘇花改監督小組。
2015年1月接任臺北捷運公司董事長。2016年至2018年期間，擔任交通部部長。

## 卸任公職後之業界活動
2023年5月26日，賀陳旦接任陽明海運獨立董事，6月再接任根基營造董事。

## 任交通部長時政策與立場
蘇花公路交通
2015年，時任立委蕭美琴提出蘇花公路東澳至南澳，以及大清水至崇德等路段之改善需求評估。2016年，賀陳旦即將上任交通部長前，曾於專訪向媒體表達不支持東澳到南澳段隧道工程，因而遭到批評，事後賀陳旦則澄清表示非他意見。2017年，賀陳旦反對改善該路段並表示「不宜喊話爭取不存在工程」。2018年，宜蘭縣政府原先提出之國5直連蘇花改方案被賀陳旦表示不妥，改力推並評估國5延伸至台9線新城路段方案。
國道夜間收費
2016年5月22日，賀陳旦突然以「使用者付費」為由宣布取消端午節夜間國道免收費，引發朝野立委群起反彈。
2017年端午連假，賀陳旦堅持國道夜間免收費時段縮水且採差別免費時段措施，連假首尾2天凌晨0時到5時免費，另中間2天假期則是凌晨3時到5時免收費，僅剩2小時，遭立委及民眾質疑收費混亂，要求恢復4天都是0時到5時免費，但賀陳旦召開記者會堅持不讓。5月25日，政策出現髮夾彎，政院宣佈恢復4天（5月27日至30日）連假之深夜暫停收費時段將統一為0時至5時。
取締酒駕
2017年10月3日，交通部長賀陳旦前往立院業務報告，他稱國內取締酒駕已是全球最嚴，無論懲罰、取締、司法裁處速度都已達極限，應仿效日本，法治手段外更要著重矯正。公權力有極限，不能只依靠法律，還需要醫療協助及民間自律。賀陳旦表示，台灣每天還是有8人因交通事故死亡，交通部也訂下交通安全目標（2017-2019年），包括全國道路交通事故30日內死亡人數，從每年3,000人，降至2,500人（15％、500人），18至24歲年輕機車族群，從每年死亡400人，降至250人以下（減少35％、150人）；對酒駕則是零容忍：全力防制酒駕事故發生與降低酒駕死傷人數。賀陳旦指出，現在法規重罰「已經緊繃」，不論是取締件數、懲罰程度，台灣取締酒駕的作法可能已是全球最嚴，但他也強調，對於酒駕仍是以零容忍作為目標。會參考日本多元矯治、輔導的方式，因為有些人是不由自主。
重型機車行駛國道
2017年10月13日，依據「道路交通管理處罰條例」汽缸排氣量五百五十立方公分以上大型重型機車，得依交通部公告規定之路段及時段行駛高速公路，但至今只開放國三甲與快速道路，重機團體於同年七月前進凱道抗爭，立委也建議應擴大試辦紅牌重機行駛橫向國道、與重機團體建議開放的八卦山隧道，交通部經了解後表示將選定已開放多年的國道三號甲線、台64線快速道路觀察一年，訂定肇事率、違規率等指標，一年後若考核達標，最快明年十月開放紅牌重機行駛橫向國道。交通部長賀陳旦承諾，觀察半年後，將視檢討內容擴大試辦範圍甚或開放行駛國道，近期第一季結果將公布，實施兩季考核後評估擴大辦理；交通部每季複合觀察結果於公開平台揭露，供社會檢視，須考量整體行車安全，以數據統計分析結果說服各界。
2018年3月22日，國內路權團體為爭取機車行駛國道權利，去年7月起於前進凱道抗爭，交通部同年10月於已開放汽缸排氣量二百五十立方公分以上之大型重型機車機車行駛多年的國道三號甲線、台64線快速公路進行為期1年的安全、秩序、行為檢核，不過國內許多立委認為這種測試就像溫室花朵，要求再評估擴大試辦以增加試辦之可信度，交通部長賀陳旦去年10月13日於立法院交通委員會接受質詢時，也承諾會依檢核結果進行評估。2018年2月國道第2季檢核會議結果出爐後，三面向指標未明顯較第1季轉好，次長祁文中表示:經評估後還是決定先不擴大試辦，會先就重機駕訓班課程教材、重機與非重機如何彼此尊重進行宣導，後續再滾動式進行評估，前2季評估起來，還是沒有達到期待的標準（至少不能較小型車差），後續會先透過教育宣導方式，協助重機騎士改善騎乘行為；並拍攝微電影，針對重機常見違規行為進行宣導，並讓各種運具能彼此了解、尊重。
國內許多路權團體對交通部及賀陳旦的處事態度嗤之以鼻，因政府早期使用車牌顏色、排氣量區分出來的大型重型機車數量遠比自小客車少，統計之母體數量不足，此等車種間的「評比」作法會導致傷亡率、違規率被等比放大解釋，另因試辦路段已開放多年，理當有數據反駁交通部對於機車使用上述路段為危險之說詞，拋出評估之議題根本是交通部的緩兵之計。交通部對此另行表示，日前有邀專家學者一起討論，最後認為還是先把這一年評估做完後，再來討論是否擴大、全面開放或維持原狀；不過第3季檢核會議時，就會把檢核結果要達到怎樣標準，才可擴大試辦或開放訂出來，目前先就大型重機駕訓班學科教材做調整，預計4月就會完成。

## 言論及爭議
- 2016年6月9日，全天收費政策造成端午連假交通大壅塞，交通部長賀陳旦解釋，這是小壅塞而已，希望外界不要放大報導。賀陳旦還說，每次連假，車流量一次比一次多，加上油價降低，很多人都會開車出門，但是燒油造成空氣污染，以及國家能源負擔，繼續這樣做，並非國家之福[48]。6月10日，賀陳旦坦承，不夠體恤民情，未來將加強國道即時資訊，建議民眾避免在錯誤時間上國道[49][50]。
- 2017年8月，賀陳旦至花蓮視察花東鐵路電氣化全段最艱鉅的「新自強隧道」工程，受訪時被問到台9線拓寬能否提升效率，賀陳旦則回應：「小部分時間有一點點的擁擠，但這一點點擁擠我們把他當成說，來花東就是要來體驗，那我們相信縱谷本身用慢慢的、比較速度慢一點，反而能夠感受到縱谷的開闊」，因而引發爭議[51]，行政院東部聯合服務中心則對外回應賀陳旦的意思遭曲解[52]。
- 2017年端午連假，蘇花公路端午假期發生落石坍方，不少民眾受困花東無法回返，交通部持續搶修，預估花5個月搶通。這讓時任花蓮縣縣長傅崐萁很不滿，並痛批時任總統蔡英文和身為部長的賀陳旦都躲起來，敷衍地方。賀陳旦31日神隱多日終於露面，面對外界質疑，表示：「我的行動並不需要在這裡跟大家說明。」「民眾應該重新思考，是不是發生任何事，一定要誰誰到場才表示是最有效作為。」[53][54]
- 2017年6月2日台灣北部受西南氣流影響，數小時強降雨造成多處水災，桃園捷運A13站的屋頂積水渲洩不及，發生嚴重漏水，水勢溢出到禮品大街及捷運A13站的電動手扶梯導致桃園機場伴手禮大街再度淹水。賀陳旦下午視察機場時，被媒體追問曾有承諾過桃機「不淹水」，但賀陳旦表示，這次不是淹水，而是「漏水」[55][56]。賀陳旦說，今天積水溢出，「不能說是淹水，而是漏水，當然，我們也不會在這裡辯解，應該要看過去所犯的錯誤，有沒有改正過來。」[57]
- 尼莎颱風侵襲台灣時，長榮航空2017年7月30日（周日）逾500名空服員申請天災假，50個航班因此取消、影響上萬名旅客。賀陳旦認為，遇到勞資糾紛時，都膠著在「依法辦理」、「程序如何」，並「依法」只是最低要求，空服員不要這麼「鷹派」、帶著「給公司教訓」的心態放天災假，要做得比「依法」更好。賀陳旦委婉指責空服員怠惰、沒有幫助旅客，沒有維護品牌形象[58][59]。
- 2018年4月4日清明連假首日，賀陳旦視察蘇花改交通情形，因塞車受困車流中而行程延誤至少50分鐘[60]。他表示分流措施有達到預期效用，否則車流湧入市區塞車情形更嚴重，後續北返也將是另一番考驗。但他另表示若是私人行程會與家人事先規劃改走替代路線，一起體驗蘇花山海的美景；上述言論引起不少網友批「怎出這麼多晉惠帝！」、「只會講幹話。」、「蘇花有替代道路！？中橫有替代道路！？」、「遠看看山大，近看看山小管理」、「還沒到花蓮振興經濟，已經貢獻好幾泡尿+幾坨屎給花蓮路邊小草」、「花蓮已經很少旅人了，經過這次塞車，更多人不敢開車去花蓮了！」、「呆呆部長整天講幹話！！讓你台北開到花蓮十二個小時，你還會不會說要看風景？？」等語。賀陳旦受訪時不悅表示：「講這些話並沒有不負責任的意思，不應動輒把別人的話解讀成負面意思，昨天蘇花隧道要走65分鐘，蘇花公路要走73分鐘，在這種情況下，把原來公路當成替代道路只差了8分鐘，看似好像選擇走遠一點的路，但卻比一部部車都擠在隧道裡，兩相比較起來還能有點風景觀賞。」，但其未對蘇花公路其餘路段尚無替代改善的問題進行解釋。[61][62]

## 個人生活

### 家庭
賀陳旦的父親賀陳詞，生前任教國立成功大學建築系，並任系主任；曾主持重建臺南延平郡王祠、整修赤崁樓等。
賀陳弘為賀陳旦胞弟，曾任行政院國科會副主委（2012-2013），以及國立清華大學校長（2014-2022）。

## 外部連結
| 中華民國政府職務 | 中華民國政府職務                                   | 中華民國政府職務 |
| ---------------- | -------------------------------------------------- | ---------------- |
| 行政院           |                                                    |                  |
| 前任： 陳建宇    | 交通部部長 第二十五任 2016年5月20日－2018年7月16日 | 繼任： 吳宏謀    |